# Stazione di Maddaloni Inferiore
La stazione di Maddaloni Inferiore è una fermata ferroviaria posta sulla linea Roma-Napoli via Cassino. È gestita da RFI e serve il comune di Maddaloni.

## Storia
Fino agli anni 1990 era attivo uno scalo merci, ora dismesso, con i tronchini che lo servivano scollegati dalla rete. Inoltre, era presente un raccordo, anch'esso dismesso, che raggiungeva un vicino stabilimento militare.

## Strutture e impianti
La stazione dispone di 2 binari passanti per il servizio viaggiatori, tra loro connessi mediante un sottopassaggio.

## Movimento
La stazione è servita sia da treni regionali di Trenitalia e di EAV (relazione Napoli - Piedimonte Matese) che da treni metropolitani della relazione Caserta - Napoli Campi Flegrei.
Nel 2007, la stazione aveva un traffico giornaliero medio di 1102 unità.